# بيلي أير
بيلي أير (بالإنجليزية: Billy Ayre)‏ هو مدرب كرة قدم ولاعب كرة قدم بريطاني، ولد في 7 مايو 1952 في Crookhill ‏ في المملكة المتحدة، وتوفي في 16 أبريل 2002 في Ormskirk ‏ في المملكة المتحدة بسبب سرطان. لعب مع نادي سكاربورو ونادي مانسفيلد تاون ونادي هارتلبول يونايتد ونادي هاليفاكس تاون.